# Операция «Барракуда»
Опера́ция «Барраку́да» (фр. Opération Barracuda) — операция военно-воздушных сил Франции на территории Центральноафриканской империи, повлёкшая за собой бескровный военный переворот, свергнувший монархию и восстановивший республиканское правление.

## Ретроспектива
На протяжении 1960—1970-х годов особенной поддержкой со стороны Франции пользовался авторитарный режим, установленный в Центральноафриканской Республике (ЦАР) с приходом к власти Жана-Беделя Бокассы. В ночь с 31 декабря 1965 на 1 января 1966 года Бокасса, заручившийся поддержкой группы сторонников, осуществил государственный переворот, свергнув президента страны, своего родственника Давида Дако, и объявив себя пожизненным президентом ЦАР. Спустя десять лет, 4 декабря 1976 года, он провозгласил себя императором Центральной Африки Бокассой I, а страну — Центральноафриканской Империей (ЦАИ), в результате чего центральноафриканский режим приобрёл ещё более авторитарный характер. Большой резонанс в мире произвела пышная церемония коронации самопровозглашённого императора, расходы на проведение которой составили треть государственного бюджета ЦАИ.
Заинтересованная в сохранении своего присутствия в центральноафриканской экономике, Франция оказывала Бокассе существенную поддержку.

## Предпосылки
С провозглашением Бокассой Центральноафриканской империи в 1976 году его диктатура приобрела ещё более жёсткий характер. Беспощадное преследование оппозиции вызывало как возмущения в стране, так и международный резонанс и внимание правозащитников. Одним из наиболее жестоких деяний стало убийство в 1979 году около 100 школьников, протестовавших против ношения дорогостоящей униформы. После этих вопиющих зверств дальнейшая поддержка режима Бокассы со стороны Франции могла стать компрометирующей. Но особенно неприемлемым для Франции было сближение Бокассы с ливийским лидером Муаммаром Каддафи.
Хорошо осведомлённый о центральноафриканских событиях журнал «Jeune Afrique» писал: «Известно, что империя была провозглашена в Банги благодаря Франции. Если Бокасса останется у власти, это произойдёт, несомненно, также благодаря Франции».
Оказавшаяся в крайне неудобном положении, Франция попыталась отмежеваться от действий Бокассы и приостановила оказание поддержки ЦАИ. Французские власти стали уговаривать императора добровольно отказаться от власти, однако потерпели неудачу: Бокасса воспринял их уговоры в штыки. «Никто не будет указывать мне, что я должен делать! Я могу обратиться к русским, они мне помогут. Не Парижу решать моё будущее!» — говорил он. Это вызвало со стороны Франции серьёзные опасения, что императору удастся найти новых союзников, способных предоставить ему финансовую помощь.

## Ход операции
Военная операция по низложению Бокассы прошла во время визита монарха в Ливию. Она началась вечером 20 сентября 1979 года. Отряд французских коммандос в Габоне, к которому присоединились бойцы спецназа и 1-го парашютно-десантного полка морской пехоты, во главе с полковником Брансион-Ружем, погрузились на транспортные самолёты «Transall» и прибыли в аэропорт Банги центральноафриканской столицы. Вскоре в Банги прибыли ещё два транспортных самолёта из Нджамены, доставивших около 300 солдат во главе с полковником Бернаром Дегенном.
К утру 21 сентября под предлогом защиты сотрудников дипломатических миссий французские солдаты без сопротивления заняли императорский дворец Бокассы и установили контроль над всеми важнейшими объектами в Банги. В тот же день ранее смещённый Бокассой президент Давид Дако провозгласил о восстановлении ЦАР и упразднении монархии.
Покинув Ливию, свергнутый Бокасса нашёл убежище в Абиджане (Берег Слоновой Кости).

## Международная реакция
- Советская газета «Правда» — центральный печатный орган ЦК КПСС — ответила на свержение Бокассы заметкой о том, что «Советский Союз решительно осуждает военное и политическое вмешательство империализма во внутренние дела независимых африканских государств»[1].
- Как отметило французское правительство, «смена власти произошла настолько быстро и гладко, что не пролилось и капли крови». Французский дипломат и разведчик Жак Фоккар, многолетний куратор африканской политики Парижа, в свою очередь, охарактеризовал операцию как «последнюю колониальную экспедицию Франции».